# Gleitsegel
Gleitsegel sind zum Gleitsegeln geeignete freiflugtaugliche (das heißt ohne Verbindungsleine zum Boden), steuerbare Fluggeräte. Gleitsegel werden in Flächenfallschirme und Gleitschirme unterschieden. Ein Gleitsegel ist eine textile Tragfläche, mit der „Nutzlast“ durch ein System aus Leinen verbunden ist und die vom Fahrtwind in Form gehalten wird.
In Deutschland wird der Begriff Gleitsegel im Luftfahrtrecht als Bezeichnung für Gleitschirme verwendet. Hier sind Gleitsegel eine eigene Kategorie innerhalb der Luftsportgeräte. Gleitsegel mit Motor sind ebenfalls Luftsportgeräte; sie werden zu den Ultraleichtflugzeugen gezählt.

## Geschichte
Bereits 1948 wurden konzeptionelle Ideen zu Gleitsegeln nur aus Stoff und Schnüren von Francis Rogallo in einem Patent niedergelegt. Maßgeblicher Unterschied zu den ebenfalls nur aus „Stoff und Schnüren“ bestehenden damaligen Rundkappenfallschirmen war die u. a. durch die andere Formgebung erzielte Gleitflugfähigkeit. Damit wurden umfangreiche Experimente in der Praxis durchgeführt.
Anfang der 1960er Jahre wurde in Zusammenhang mit den ehrgeizigen Raumfahrtplänen der USA und der UdSSR dann auch die Entwicklung von Gleitsegelsystemen verstärkt vorangetrieben, um Landemodule nach Missionsende besser zur Erde zurückbringen zu können. In Zusammenhang mit entsprechenden Forschungsprogrammen der NASA wurden 1964 zwei neue Schirmkonzepte patentiert, die neben der Gemeinsamkeit der Abkehr vom üblichen Rundkappensystem der bis dato verwendeten Fallschirme eher durch Gegensätze gekennzeichnet waren: Beim System von David Barish handelte es sich um einen dreibogigen, rechteckigen Einzelflächen-Fallschirm, das System von Domina Jalbert war ein „Parafoil“ genanntes kasten- oder matratzenförmiges, mehrzelliges Fallschirmkonzept, mit dem Jalbert Rogallos frühere Ideen aufgegriffen hatte, nachdem die NASA Rogallos Patent gekauft und 1964 freigegeben hatte.

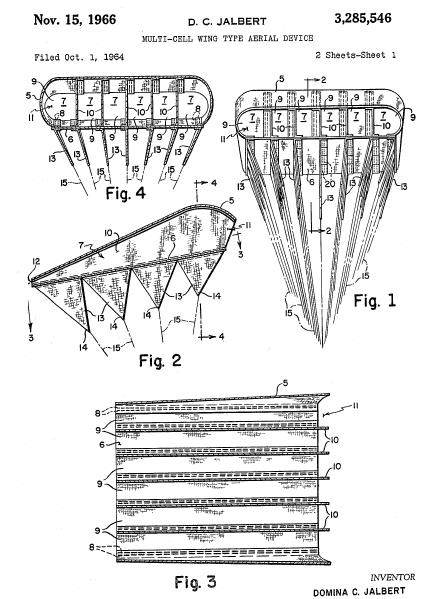
Patentzeichnungen von Jalberts „Multi-Cell Wing“/Parafoil von 1964

Der Sailwing, eine Weiterentwicklung des Systems von Barish im Folgejahr, kann als erster Gleitschirm der Geschichte gelten, denn mit ihm erfolgten Gleitsegelflüge bereits 1965, während solche mit dem Parafoil-System von Jalbert erst 1967 ausgeführt wurden. Auch die primären Verwendungszwecke sprechen eindeutig für den Sailwing als „Ur-Gleitschirm“, denn dessen Zweck war auch das Gleitsegeln nach Bergstart, während der Parafoil überwiegend ein Fallschirm war und blieb.
Die meisten heutigen Gleitschirme basieren aufgrund der weiteren Geschichte des Gleitsegelfliegens meist nicht mehr auf dem Sailwing, sondern ebenso wie alle der heute im Fallschirmsport üblichen Flächenfallschirme auf dem von Rogallo erdachten Prinzip und dem letztlich darauf basierenden zweiflächigen mehrzelligen Parafoil-Fallschirmkonzept von Jalbert.